# Hodeng-en-Bray
Hodeng-en-Bray of Hodeng  is een gehucht in de Franse gemeente Nesle-Hodeng in het departement Seine-Maritime. Het ligt in het zuiden van de gemeente, meer dan twee kilometer ten zuidoosten van het dorpscentrum van Nesle.

## Geschiedenis
Oude vermeldingen van de plaatsnaam gaan terug tot de 12e en 13e eeuw als Hosdench, Hosdenc en Hodenc. De 18e-eeuwse Cassinikaart toont het dorpje Houden.
Op het eind van het ancien régime, eind 18e eeuw, toen de gemeenten werden gecreëerd, werd Hodeng-en-Bray een gemeente. In het noorden van de gemeente werd ook Bival ondergebracht, de plaats van de voormalige abdij van Bival.
In 1823 werd de gemeente Hodeng-en-Bray opgeheven en aangehecht bij buurgemeente Nesle-en-Bray, die in Nesle-Hodeng werd hernoemd.

## Bezienswaardigheden
- De kapel van Hodeng

Hodeng-en-Bray · Nesle-en-Bray